# Balsac (Aveyron)
Balsac korábbi község Franciaország Okcitánia régiójában, Aveyron megyében. Lakosainak száma 631 fő (2017. január 1.). Balsac Clairvaux-d’Aveyron, Druelle, Onet-le-Château, Salles-la-Source és Valady községekkel határos.
2017. január 1-jén Druelle korábbi községgel egyesült és az így létrejött Druelle Balsac új község része lett.

## Népesség
A település népessége az elmúlt években az alábbi módon változott:
| Lakosok száma | 328  | 347  | 407  | 411  | 501  | 565  | 612  | 616  | 618  | 631  |
|               | 1968 | 1975 | 1982 | 1990 | 1999 | 2006 | 2011 | 2013 | 2015 | 2017 |